# Лига леумит Израиля по хоккею в сезоне 2013/2014
Сезон 2013/2014 — 2-й сезон чемпионата Национального дивизиона ИзХЛ.
который прошёл с 4 ноября 2013 года по 9 июня 2014 года.

## Участники
В турнире Национального дивизиона играло 9 команд:
Две команды из Нес-Ционы «Драгонс Нес Циона-2» и «Драгонс Нес Циона-3», команда из Гедеры «Драгонс Гедера», а также «Айс Тайм» Герцлия, «Сильвер Фокс» Йехуд, «Хитмен» Раанана, «Тартлес» Бат-Ям и новичок турнира из Тель-Монда «Уайт Беэрз».

## Регулярный чемпионат
|  | Команда, выходящая в Высший Дивизион ИзХЛ 2014/2015 |

### Таблица
| М | Команда              | И | В | ВО | ПО | П | ШЗ | ШП | РШ  | О  |
| - | -------------------- | - | - | -- | -- | - | -- | -- | --- | -- |
| 1 | Раанана Хитмэн       | 8 | 8 | 0  | 0  | 0 | 78 | 11 | +67 | 24 |
| 2 | Сильвер Фокс Йехуд   | 8 | 6 | 0  | 0  | 2 | 48 | 21 | +27 | 18 |
| 3 | Драгонс-2            | 8 | 5 | 1  | 0  | 2 | 53 | 26 | +27 | 17 |
| 4 | Айс Тайм             | 8 | 5 | 0  | 1  | 2 | 57 | 36 | +21 | 16 |
| 5 | Ришон Тайгерс        | 8 | 4 | 1  | 0  | 3 | 37 | 36 | +1  | 14 |
| 6 | Ришон Дэвилз-2       | 8 | 3 | 0  | 1  | 4 | 28 | 34 | -6  | 10 |
| 7 | Тель-Монд Уайт Беарз | 8 | 2 | 0  | 0  | 6 | 21 | 55 | -34 | 6  |
| 8 | Драгонс-3            | 8 | 1 | 0  | 0  | 7 | 20 | 71 | -51 | 3  |
| 9 | Тартлес Холон        | 8 | 0 | 0  | 0  | 8 | 16 | 68 | -52 | 0  |

### Результаты
| Команда        | Раанана Хитмэн | Сильвер Фокс | Драгонс—2 | Айс Тайм | Тайгерс Ришон | Ришон Дэвилз-2 | Уайт Беарз | Драгонс-3 | Тартлес Холон |
| -------------- | -------------- | ------------ | --------- | -------- | ------------- | -------------- | ---------- | --------- | ------------- |
| Раанана Хитмэн |                | 7:6          | 11:1      | 3:1      | 11:0          | 9:0            | 16:0       | 11:2      | 10:1          |
| Сильвер Фокс   | 6:7            |              | 4:1       | 3:6      | 5:1           | 3:2            | 7:1        | 10:0      | 10:3          |
| Драгонс—2      | 1:11           | 1:4          |           | 6:5(Б)   | 8:1           | 8:1            | 6:2        | 11:2      | 12:0          |
| Айс Тайм       | 1:3            | 6:3          | 5:6(Б)    |          | 3:13          | 6:2            | 14:3       | 14:2      | 8:4           |
| Ришон Тайгерс  | 0:11           | 1:5          | 1:8       | 13:3     |               | 4:3(Б)         | 5:3        | 6:2       | 7:1           |
| Ришон Дэвилз-2 | 0:9            | 2:3          | 1:8       | 2:6      | 3:4(Б)        |                | 3:2        | 12:1      | 5:1           |
| Уайт Беарз     | 0:16           | 1:7          | 2:6       | 3:14     | 3:5           | 2:3            |            | 3:2       | 7:2           |
| Драгонс-3      | 2:11           | 0:10         | 2:11      | 2:14     | 2:6           | 1:12           | 2:3        |           | 9:4           |
| Тартлес Холон  | 1:10           | 3:10         | 0:12      | 4:8      | 1:7           | 1:5            | 2:7        | 4:9       |               |

### Отчёты о матчах
Время местное (UTC+2)
| 4 ноября 2013 22:45 | Раанана Хитмэн | 9 : 0 (4:0, 5:0, 0:0) | Ришон Дэвилз — 2 | Айс Пикс, Холон |

| Отчёт | Отчёт                               | Отчёт   | Отчёт                                | Отчёт                         |
| --- | ----------------------------------- | ------- | ------------------------------------ | ----------------------------- |
| |                                     |         |                                      |                               |
| | Юваль Эйтан — 00:00 — 60:00         | Вратари | 00:00 — 60:00 — Рази Брига Нир Тихон | Судьи: Гиль Тихон Юваль Гинди |
| | Голы:                               |         |                                      | Судьи: Гиль Тихон Юваль Гинди |
| Яков Сакс — 01:40 Аарон Розенцвейг — 02:30 (Александр Красин) Яков Сакс — 14:30 Элиэзер Тильсон — 16:40 (Александр Красин) Александр Красин — 23:10 Иехуда Кон — 24:00 Амит Соломон — 29:05 Гиль Винокур — 29:40 (Амит Соломон) Гиль Винокур — 29:40 (Александр Красин) | 1:0 2:0 3:0 4:0 5:0 6:0 7:0 8:0 9:0 |         |                                      | Судьи: Гиль Тихон Юваль Гинди |
| |                                     |         |                                      | Судьи: Гиль Тихон Юваль Гинди |
| |                                     |         |                                      | Судьи: Гиль Тихон Юваль Гинди |
| |                                     |         |                                      | Судьи: Гиль Тихон Юваль Гинди |
| 8 мин | Штраф                               | 6 мин   |                                      | Судьи: Гиль Тихон Юваль Гинди |
| |                                     |         |                                      |                               |
| |                                     |         |                                      |                               |

| 11 ноября 2013 22:45 | Ришон Тайгерс | 1 : 8 (0:1, 0:5, 1:3) | Драгонс-2 | Айс Пикс, Холон |

| Отчёт                   | Отчёт                               | Отчёт | Отчёт                       | Отчёт                           |
| ----------------------- | ----------------------------------- | --- | --------------------------- | ------------------------------- |
|                         |                                     | |                             |                                 |
|                         | Станислав Берлович — 00:00 — 60:00  | Вратари | 00:00 — 60:00 — Ариэль Меир | Судьи: Гиль Винокур Стивен Клиш |
|                         | Голы:                               | |                             | Судьи: Гиль Винокур Стивен Клиш |
| Андрей Белоусов — 53:41 | 0:1 0:2 0:3 0:4 0:5 0:6 0:7 0:8 1:8 | 09:17 — Борис Котлер (Николай Коломиза) 23:26 — Борис Котлер (Владислав Кузнецов) 24:37 — Николай Коломиза 27:32 — Игаль Уревич 34:00 — Николай Коломиза 37:25 — Николай Коломиза 42:58 — Евгений Нудлер (Николай Коломиза) 47:47 — Евгений Нудлер (Николай Коломиза) |                             | Судьи: Гиль Винокур Стивен Клиш |
|                         |                                     | |                             | Судьи: Гиль Винокур Стивен Клиш |
|                         |                                     | |                             | Судьи: Гиль Винокур Стивен Клиш |
|                         |                                     | |                             | Судьи: Гиль Винокур Стивен Клиш |
| 8 мин                   | Штраф                               | 4 мин |                             | Судьи: Гиль Винокур Стивен Клиш |
|                         |                                     | |                             |                                 |
|                         |                                     | |                             |                                 |

| 18 ноября 2013 22:45 | Айс Тайм | 8 : 4 | Тартлес Холон | Айс Пикс, Холон |

| Отчёт | Отчёт                                        | Отчёт   | Отчёт                               | Отчёт |
| ----- | -------------------------------------------- | ------- | ----------------------------------- | ----- |
|       |                                              |         |                                     |       |
|       | Нир Френкель — 00:00 — 60:00 — 00:00 — 60:00 | Вратари | 00:00 — 60:00 — Станислав Квашников |       |
|       |                                              |         |                                     |       |
|       |                                              |         |                                     |       |
|       |                                              |         |                                     |       |
|       |                                              |         |                                     |       |
|       |                                              |         |                                     |       |
|       |                                              |         |                                     |       |
|       |                                              |         |                                     |       |

| 25 ноября 2013 21:30 | Ришон Тайгерс | 1 : 5 (0:2, 0:1, 1:2) | Сильвер Фокс Йехуд | Айс Пикс, Холон |

| Отчёт                                    | Отчёт                              | Отчёт | Отчёт                                   | Отчёт                                 |
| ---------------------------------------- | ---------------------------------- | --- | --------------------------------------- | ------------------------------------- |
|                                          |                                    | |                                         |                                       |
|                                          | Станислав Берлович — 00:00 — 60:00 | Вратари                                                                                                  | 00:00 — 60:00 — Йонатан Зингер-Маргосис | Судьи: Гиль Винокур Михаил Рубинштейн |
|                                          | Голы:                              | |                                         | Судьи: Гиль Винокур Михаил Рубинштейн |
| Даниэль Меркулов — 49:00 (Сергей Козлов) | 0:1 0:2 0:3 1:3 1:4 1:5            | 01:48 — Бен Розенцвейг 03:22 — Галь Атлан 38:50 — Томер Шарон 51:00 — Бен Розенцвейг 54:00 — Галь Осиров |                                         | Судьи: Гиль Винокур Михаил Рубинштейн |
|                                          |                                    | |                                         | Судьи: Гиль Винокур Михаил Рубинштейн |
|                                          |                                    | |                                         | Судьи: Гиль Винокур Михаил Рубинштейн |
|                                          |                                    | |                                         | Судьи: Гиль Винокур Михаил Рубинштейн |
| 10 мин                                   | Штраф                              | 2 мин |                                         | Судьи: Гиль Винокур Михаил Рубинштейн |
|                                          |                                    | |                                         |                                       |
|                                          |                                    | |                                         |                                       |

| 25 ноября 2013 22:45 | Тель-Монд Уайт Беарз | 2 : 3 (1:0, 0:2, 1:1) | Ришон Дэвилз — 2 | Айс Пикс, Холон |

| Отчёт                                                     | Отчёт                      | Отчёт                                                                                              | Отчёт                                | Отчёт                                 |
| --------------------------------------------------------- | -------------------------- | -------------------------------------------------------------------------------------------------- | ------------------------------------ | ------------------------------------- |
|                                                           |                            | |                                      |                                       |
|                                                           | Лиор Каули — 00:00 — 60:00 | Вратари                                                                                            | 00:00 — 60:00 — Рази Брига Нир Тихон | Судьи: Гиль Винокур Михаил Рубинштейн |
|                                                           | Голы:                      | |                                      | Судьи: Гиль Винокур Михаил Рубинштейн |
| Максим Вайс — 17:30 (Биньямин Мохов) Эран Йерухам — 54:40 | 1:0 1:1 1:2 1:3 2:3        | 26:20 — Ной Брига (Роман Фолор) 27:30 — Ной Брига (Роман Фолор) 51:30 — Арсений Кальма (Ной Брига) |                                      | Судьи: Гиль Винокур Михаил Рубинштейн |
|                                                           |                            | |                                      | Судьи: Гиль Винокур Михаил Рубинштейн |
|                                                           |                            | |                                      | Судьи: Гиль Винокур Михаил Рубинштейн |
|                                                           |                            | |                                      | Судьи: Гиль Винокур Михаил Рубинштейн |
| 6 мин                                                     | Штраф                      | 2 мин                                                                                              |                                      | Судьи: Гиль Винокур Михаил Рубинштейн |
|                                                           |                            | |                                      |                                       |
|                                                           |                            | |                                      |                                       |

| 2 июня 2014 22:45 | Айс Тайм | 1 : 3 (0:1, 0:0, 1:2) | Раанана Хитмэн | Айс Пикс, Холон |

| Отчёт                      | Отчёт                        | Отчёт                                                                                              | Отчёт                       | Отчёт                             |
| -------------------------- | ---------------------------- | -------------------------------------------------------------------------------------------------- | --------------------------- | --------------------------------- |
|                            |                              | |                             |                                   |
|                            | Нир Френкель — 00:00 — 60:00 | Вратари                                                                                            | 00:00 — 60:00 — Юваль Эйтан | Судьи: Иошуа Гринберг Моше Элькин |
|                            | Голы:                        | |                             | Судьи: Иошуа Гринберг Моше Элькин |
| Александр Ливерант — 48:10 | 0:1 :1 1:2 1:3               | 15:40 — Иоэль Гудман (Ионатан Шварц) 52:00 — Иоэль Гудман 57:40 — Авиноам Шехтер (Элиэзер Тильсон) |                             | Судьи: Иошуа Гринберг Моше Элькин |
|                            |                              | |                             | Судьи: Иошуа Гринберг Моше Элькин |
|                            |                              | |                             | Судьи: Иошуа Гринберг Моше Элькин |
|                            |                              | |                             | Судьи: Иошуа Гринберг Моше Элькин |
| 8 мин                      | Штраф                        | 4 мин                                                                                              |                             | Судьи: Иошуа Гринберг Моше Элькин |
|                            |                              | |                             |                                   |
|                            |                              | |                             |                                   |